# Jama skurczowa
Jama skurczowa – wada powstająca w odlewie podczas jego krzepnięcia, będąca rezultatem zmniejszania się objętości ciekłego metalu i braku możliwości uzupełnienia jego niedoboru. Tworzy się ona w obszarach odlewów krzepnących jako ostatnie (tak zwanych węzłach cieplnych).
Jamy skurczowe mogą być:
- skupione (otwarte lub zamknięte) – powstają podczas krzepnięcia kierunkowego
- rozrzucone (tzw. rzadzizny skurczowe) – powstają podczas krzepnięcia objętościowego.